# Godthåb Sogn (Aalborg Kommune)
 For alternative betydninger, se Godthåb Sogn. (Se også artikler, som begynder med Godthåb Sogn)
Godthåb Sogn er et sogn i Aalborg Vestre Provsti (Aalborg Stift).
Godthåb Kirke blev indviet 18. august 1912 som filialkirke til Øster Hornum Kirke. Godthåb blev et kirkedistrikt i det store Øster Hornum Sogn. Det hørte til Hornum Herred i Ålborg Amt. Øster Hornum sognekommune blev ved kommunalreformen i 1970 indlemmet i Støvring Kommune, der ved strukturreformen i 2007 indgik i Rebild Kommune.
I 1978 blev Godthåb Kirkedistrikt udskilt som det selvstændige Godthåb Sogn.
I Godthåb Sogn findes følgende autoriserede stednavne:
- Godthåb (bebyggelse)
- Møllemarken (bebyggelse)
- Volstrup Nørrehuse (bebyggelse)